# Rayman 3: Hoodlum Havoc
Rayman 3: Hoodlum Havoc est le troisième jeu vidéo de la série Rayman, développé par Ubisoft, sorti sur PC, PlayStation 2, GameCube et Xbox en mars 2003. Une autre version du jeu, en 2D, sort sur GBA au même moment. Le titre est porté sur OS X par Feral Interactive un an plus tard, puis en version HD sur PlayStation 3 et Xbox 360 en mars 2012. 
C'est le premier épisode de la série, à ne pas avoir été développé par Michel Ancel et son équipe d'Ubisoft Montpellier, qui finalisaient le développement de Beyond Good and Evil. Le thème musical du jeu, Madder, a été interprété par le groupe Groove Armada.

## Histoire

### Synopsis
La Croisée des Rêves est de nouveau bouleversée : un Lums Noir nommé André transforme les Lums Rouges en Lums Noirs maléfiques. Il vole aussi les poils des animaux, afin de créer des costumes de guerre pour ses frères et lever une immense armée : les Hoodlums. Ils envahissent le monde et capturent les Ptizètres, qu'ils enferment dans des cages pour s'entraîner au tir.
André, dans un costume de soldat Hoodlum, poursuit Murfy, qui tombe sur Rayman et Globox endormis. Globox se réveille et, en voyant arriver l'ennemi, s'enfuit avec les mains de Rayman. Ce dernier est alors porté par Murfy par les cheveux et échappe à André.
En se réveillant, Rayman découvre qu'il n'a plus ses mains, qu'il est porté par Murfy, et qu'ils sont pourchassés par les Hoodlums.
Murfy et Rayman se dirigent ensuite vers le Concile des Fées, pour retrouver Globox. Une fois l'objectif atteint, Rayman récupère ses mains. André pénètre à ce moment dans le Concile des Fées avec des Hoodlums pour prendre l'énergie du Cœur du monde. S'il y arrive, cela provoquera un grand déséquilibre dans la Croisée des Rêves, voire la fin du monde. Rayman poursuit André dans les couloirs du Concile. Globox, qui avait pris de l'avance, panique en voyant André arriver. Il crie bouche grande ouverte, et gobe André.
Rayman arrive au Cœur du monde, intact. L'un des Rois des Ptizêtres, car ils en ont toujours quatre, annonce qu'André est encore vivant dans le ventre de Globox, et qu'il devra aller consulter un guérisseur pour sauver Globox. Murfy laisse Rayman et Globox continuer leur aventure et leur donne rendez-vous pour Rayman 4.
Rayman et Globox arrivent dans la Forêt de Claire-Feuille, et finissent par rencontrer le docteur Otto, qui se révèle incapable de sortir André du corps de Globox. Il leur conseille d'aller voir l'un de ses confrères, qui habite dans la Lande aux Esprits-Frappés.
À la suite d'une erreur de téléportation, Rayman et Globox se retrouvent dans les Marais Crapoteux. Rayman réussit à vaincre brillamment la sorcière Bégoniax et le comte Razoff, un chasseur fou qui retenait Globox prisonnier dans son manoir.
Les deux amis arrivent enfin dans la lande, et parviennent à atteindre le cabinet du docteur Roméo. Mais une fois encore, ce guérisseur échoue à faire sortir André du ventre de Globox. Il les envoie donc chez un autre confrère, vivant dans le Désert des Knaarens.
Dans le désert, le sable est si brûlant qu'il force le duo à passer par les souterrains où vivent les monstrueux Knaarens. Globox est vite capturé, Rayman suivra après une grande cavalcade. Le roi Gumsi organise alors un affrontement entre Rayman et son champion de lutte, Reflux. Le héros sort victorieux et se voit récompensé par un nouveau pouvoir que lui donne Gumsi grâce à la puissance du dieu des Knaarens, Leptys. Désormais, Rayman peut transformer les Lums Noirs en Lums Rouges en leur faisant une grimace (en les faisant rire). Libres, les deux amis vont voir le docteur local, Garata Ciatik, qui réussit à faire sortir André du ventre de Globox avec l'aide de ses deux confrères, Otto et Roméo.
Mais André s'échappe, et va alors trouver Reflux, qui a été humilié devant son peuple par Rayman. Il attise son désir de vengeance et s'allie avec lui pour qu'ils prennent ensemble leur revanche sur Rayman. Ils volent le sceptre de Gumsi pour pouvoir invoquer le Leptys et obtenir une puissance infinie.
Rayman doit empêcher cela. Avec Globox, il tente de rattraper André et Reflux en passant par le Grand Raccourci. Mais ils arrivent trop tard : les deux complices ont déjà pris la mer. Les deux amis prennent eux aussi un bateau pour continuer la poursuite. Ils traversent la Mer Hic et arrivent aux Sommets d'Outre-Nuées. Après avoir traversé les montagnes, ils découvrent un souterrain, menant au Quartier Général Hoodlum, la base secrète des Lums Noirs. Après moult efforts, Rayman parvient à faire imploser le complexe en déréglant la température de la chaudière.
L'explosion tue de nombreux Lums Noirs et projette Rayman très haut dans le ciel. Il atterrit au pied de la Tour du Leptys, une antique construction Knaaren. C'est à son sommet qu'André et Reflux invoquent le Leptys. Rayman parvient après de nombreuses péripéties à atteindre le sommet, avec l'aide de Globox vers la fin.
Au sommet de la tour, c'est un Reflux transformé et possédé par André qui attend Rayman. Le Knaaren n'est vaincu qu'après une série de quatre combats. À la fin du dernier, Reflux meurt et André retrouve son apparence de Lums Rouge grâce à une grimace de Rayman.

### Épilogue
Tous les Lums Noirs présents dans la Croisée des Rêves se re-transforment en Lums Rouges. Rayman et Globox se retrouvent dans la forêt où ils dormaient au début de l'histoire. Ils vont pouvoir finir leur sieste. Globox est triste qu'André soit mort et souhaite son retour, ce qui n'est pas du goût de Rayman. Il pense que c'est une mauvaise idée et avoue qu'il ne sait même pas comment faire pour ramener André. Globox révèle qu'il faut faire peur à un Lums Rouge. Rayman se demande qui pourrait avoir une idée pareille et s'endort.
Une fois les deux amis endormis, on peut voir les Lunes revenir en arrière, ce qui nous permet de comprendre qu'on nous montre ce qui s'est passé avant les événements du jeu. Profitant de son sommeil, les mains de Rayman se sont détachées de son corps pour faire une promenade. Elles ont rencontré un Lums Rouge, à qui elles ont montré des ombres chinoises. L'une d'elles a effrayé le Lums, qui s'est transformé en Lums Noir, André. Cette scène montre également ce qui se passe après la fin du jeu : André ressuscite et prépare sa vengeance (référence à la suite du jeu Rayman : La Revanche des Hoodlums).[réf. nécessaire]

## Système de jeu
Le jeu reprend plusieurs mécaniques de Rayman 2, comme les continues infinies, les Lums rouges permettant de regagner de la vie ainsi que la barre de vie qui augmente lorsqu'on brise 6 cages. Autres similitudes, Rayman peut toujours planer avec ses cheveux hélicoptères ainsi que déplacer des prunes.
La difficulté a été revue à la baisse afin de rendre le jeu plus accessible. De ce fait, tout ce qui pouvait tuer Rayman en un coup a été modifié. Par exemple, lorsque le personnage tombe dans une mare toxique, sa vie descend progressivement permettant au joueur de regagner une plateforme. Cependant, le jeu possède toujours une difficulté croissante qui augmente durant la progression.
Parmi les nouveautés figure le système de combat où, à l'instar du premier Rayman, celui-ci se bat en envoyant ses poings sur ses ennemis. S'il charge son poing, le coup sera plus puissant (pour cela, il faut voir le tourbillon orange de puissance à côté du poing que Rayman est en train de charger). Le joueur peut également utiliser le système de "blocage"/"lockage" sur les adversaires afin que ses attaques soient ciblées et que ses poings partent sur le côté de l'adversaire qu'on ne peut pas attaquer de face.
Toutefois, la principale nouveauté demeure l'introduction de nouveaux pouvoirs pour Rayman. Ceux-ci sont représentés par ce qui ressemble à des canettes, leur utilisation est limitée à l'aide d'un temps imparti qui varie selon le nombre d'actions que le joueur doit effectuer dans une zone. Chaque couleur correspond à un pouvoir :
- Cyclotorgnole (Verte) : Permet à Rayman de lancer des tornades avec ses poings. Grâce à elle, Rayman peut abaisser des plateformes pour y accéder.
- Pulvéropoing (Rouge) : Décuple la force des poings de Rayman. Capable de détruire des portes bloquant le passage, action impossible avec les poings standard. Celle-ci est également très utile afin de tuer un ennemi en un seul coup.
- Grappinocroc (Bleue) : Équipe les poings de Rayman de chaînes terminées par une mâchoire métallique, afin de se balancer sur des crochets.
- Roquetpunch (Orange) : Permet à Rayman de lancer un missile téléguidé avec son poing droit, cela est essentiel pour viser des cibles ouvrant de nouveaux passages.
- Épicoptère (Jaune) : Affuble Rayman d'un casque à hélice qui lui permet de voler dans les airs, pour atteindre des endroits inaccessibles.

Autre nouvel élément de gameplay, un système de scores. Pour gagner des points, il faut récolter des joyaux (les points) répartis dans les différents mondes à parcourir. Ce système est basé sur le mode "combo" qui s'enclenche pour un temps imparti lorsque le joueur récolte les points, faisant ainsi augmenter plus rapidement le score. Si le combo se termine, le joueur doit recommencer de zéro. A noter que si Rayman est transformé durant la collecte des points, ces derniers sont multipliés par 2. Le score est un élément crucial pour finir le jeu à 100%, puisqu'à chaque fin de niveau, le joueur reçoit une note sur 5 étoiles selon le pourcentage obtenu.Les joyaux jaunes s'appellent des pick-up et les rouges des rubis.

## Développement
Ce jeu introduit une nouvelle apparence de Rayman, pour lequel plusieurs designs furent envisagés. Au départ, Rayman devait garder un modèle similaire à celui de l'opus précédent (Rayman 2), avant de ressembler au modèle final avec des couleurs différentes, comme par exemple une capuche de couleur jaune. Le passage à la nouvelle génération de consoles permettait de rajouter plus de polygones, ainsi que de nombreux détails dans les modèles 3D. Les animations de Rayman sont stylisées façon cartoon, afin de lui donner plus de personnalité. Le character design fut particulièrement fastidieux, devant conserver l'essence originale de Rayman tout en lui apportant des nouveautés. A noter que les développeurs ont envisagé de donner des bras et des jambes à Rayman, mais l'idée fut rapidement abandonnée.
Pour les environnements, l'équipe voulait explorer des endroits plus sombres de l'univers de Rayman, afin de rendre le tout graphiquement fouillé et loufoque. Mais il en résulte également une volonté de les différencier des uns des autres; dans les jeux précédents, un décor était réutilisé plusieurs fois dans un même monde. Les paysages oniriques constituaient un élément essentiel pour les développeurs, ceux-ci souhaitaient s'éloigner des environnements beaucoup trop similaires dans les jeux vidéo (Désert, plage, montagne, etc.).
Pour le gameplay, l'équipe est partie des composantes de Rayman 2, à savoir le mélange de plates-formes, de combats, de boss et de gameplay spécifiques. C'est ce dernier élément qui fut le plus apprécié, offrant un changement radical mais temporaire dans la façon de jouer. C'est dans cette optique que les développeurs ont créé différents types d'ennemis et boss, afin de renouveler au mieux le gameplay. Ils souhaitaient tirer au mieux le côté action du titre, tout en conservant le style plate-forme.
Durant sa conception, plusieurs éléments furent retirés comme des niveaux ainsi que différents types d'Hoodlums. Autre élément majeur absent, une vue en FPS. L'équipe chargée du projet était des fans du jeu Half-Life, ils s'en sont inspirés afin de créer une vision à la première personne pour tester les niveaux, mais aussi pour concevoir l'IA des Hoodlums. La raison de cette absence est un manque de temps dans le développement. Certains dialogues jugés trop grossiers ont été retirés, Rayman et Globox pouvant user de mots tels que "merde" ou "P'tit con".

### Différences entre les versions
Sur PS2, Xbox, GameCube et PC, les 4 versions sont visuellement proches. On note simplement que la GameCube a été la première à profiter du jeu, avec certains mini-jeux exclusifs. La version PC fonctionne sous Windows 98, 2000, XP et Vista en mode de compatibilité.
Le jeu GBA est à part : il est du genre plates-formes 2D, avec quelques niveaux à effets 3D et un scénario légèrement différent. De plus, les musiques proviennent de Rayman 2. Le jeu est également sorti sur N-Gage et portables.
Le 21 mars 2012, le jeu est sorti sur PS3 et Xbox 360 sous le nom de Rayman 3 HD, en téléchargement sur le PSN et le XBLA. Les différences avec les versions précédentes du jeu sont minimes, hormis un affichage au format 16/9ème en haute-définition et l'ajout de sous-titres pour les dialogues.

## Doublage

### Voix originales (françaises)
Société de doublage : Talk Over
Direction artistique : Martial Le Minoux
- Emmanuel Garijo : Rayman, des Ptizêtres
- Jean-Jacques Nervest : Globox, Reflux, des Knaarens
- Martial Le Minoux : Murfy, Razoff, des Ptizêtres, le commentateur à l'accent marseillais, la demande de preuve
- Bernard Bouillon : André, Garata, des Ptizêtres
- Marc Saez : Gumsi
- David Krüger : des Knaarens
- Pierre-Alain de Garrigues : Otto, Roméo, des Ptizêtres, voix additionnelles
- Virginie Ledieu : Bégoniax, l'annonceuse du Quartier Général Hoodlum

### Voix anglaises
Société de doublage : Blindlight (USA) et Ubi Sound Studio (France)
Direction artistique : Eddie Crew
- David Gasman : Rayman
- John Leguizamo : Globox
- Billy West : Murfy
- Ken Starecevic : André
- Lee Delong : voix additionnelles
- Jodi Forrest : voix additionnelles
- Doug Rand : voix additionnelles
- Mike Dinnen : voix additionnelles
- Dana Westburg : voix additionnelles
- Stepnen Croce : voix additionnelles
- Eddie Crew : voix additionnelles

## Accueil
- Gamekult : 8/10 (PC/GC/PS2/XB)[7] - 7/10 (GBA)[8] - 7/10 (HD)[9]
- IGN : 8,9/10 (GC/PS2)[10],[11] - 8,4/10 (XB)[12] - 8,3/10 (PC)[13] - 9/10 (GBA)[14] - 8,5/10 (N-Gage)[15] - 8/10 (téléphone mobile)[16] - 7/10 (HD)[17]
- Jeux vidéo Magazine : 17/20 (GC)[18] - 16/20 (GBA)[19]
- Jeuxvideo.com : 18/20 (PC/GC/PS2/XB)[20] - 17/20 (GBA)[5] - 16/20 (N-Gage)[6] - 17/20 (HD)[21]